# Hermillon
Hermillon és un municipi francès situat al departament de la Savoia i a la regió d'Alvèrnia-Roine-Alps. L'any 2007 tenia 532 habitants.

## Demografia

### Població
El 2007 la població de fet de Hermillon era de 532 persones. Hi havia 212 famílies de les quals 56 eren unipersonals (20 homes vivint sols i 36 dones vivint soles), 68 parelles sense fills, 68 parelles amb fills i 20 famílies monoparentals amb fills.
La població ha evolucionat segons el següent gràfic:
Habitants censats

### Habitatges
El 2007 hi havia 258 habitatges, 214 eren l'habitatge principal de la família, 19 eren segones residències i 25 estaven desocupats. 214 eren cases i 42 eren apartaments. Dels 214 habitatges principals, 156 estaven ocupats pels seus propietaris, 51 estaven llogats i ocupats pels llogaters i 7 estaven cedits a títol gratuït; 2 tenien una cambra, 10 en tenien dues, 29 en tenien tres, 60 en tenien quatre i 113 en tenien cinc o més. 188 habitatges disposaven pel capbaix d'una plaça de pàrquing. A 76 habitatges hi havia un automòbil i a 114 n'hi havia dos o més.

### Piràmide de població
La piràmide de població per edats i sexe el 2009 era:
| Homes | Edats   | Dones |
| ----- | ------- | ----- |
| 0     | 95 o +  | 4     |
| 4     | 90 a 94 | 8     |
| 4     | 85 a 89 | 4     |
| 0     | 80 a 84 | 8     |
| 8     | 75 a 79 | 16    |
| 12    | 70 a 74 | 12    |
| 4     | 65 a 69 | 8     |
| 12    | 60 a 64 | 0     |
| 20    | 55 a 59 | 28    |
| 40    | 50 a 54 | 24    |
| 16    | 45 a 49 | 32    |
| 16    | 40 a 44 | 20    |
| 8     | 35 a 39 | 12    |
| 16    | 30 a 34 | 8     |
| 12    | 25 a 29 | 8     |
| 20    | 20 a 24 | 16    |
| 16    | 15 a 19 | 20    |
| 12    | 10 a 14 | 12    |
| 4     | 5 a 9   | 20    |
| 12    | 0 a 4   | 12    |

## Economia
El 2007 la població en edat de treballar era de 322 persones, 230 eren actives i 92 eren inactives. De les 230 persones actives 222 estaven ocupades (117 homes i 105 dones) i 8 estaven aturades (1 home i 7 dones). De les 92 persones inactives 39 estaven jubilades, 27 estaven estudiant i 26 estaven classificades com a «altres inactius».

### Ingressos
El 2009 a Hermillon hi havia 203 unitats fiscals que integraven 476 persones, la mediana anual d'ingressos fiscals per persona era de 21.797 €.

### Activitats econòmiques
Dels 25 establiments que hi havia el 2007, 1 era d'una empresa extractiva, 1 d'una empresa alimentària, 2 d'empreses de fabricació de material elèctric, 3 d'empreses de fabricació d'altres productes industrials, 3 d'empreses de construcció, 5 d'empreses de comerç i reparació d'automòbils, 2 d'empreses de transport, 1 d'una empresa d'informació i comunicació, 1 d'una empresa financera, 1 d'una empresa de serveis, 1 d'una entitat de l'administració pública i 4 d'empreses classificades com a «altres activitats de serveis».
Dels 4 establiments de servei als particulars que hi havia el 2009, 1 era un taller de reparació d'automòbils i de material agrícola, 1 lampisteria, 1 electricista i 1 perruqueria.
Dels 2 establiments comercials que hi havia el 2009, 1 era un supermercat i 1 una gran superfície de material de bricolatge.
L'any 2000 a Hermillon hi havia 8 explotacions agrícoles.

## Equipaments sanitaris i escolars
El 2009 hi havia una escola elemental integrada dins d'un grup escolar amb les comunes properes formant una escola dispersa.

## Poblacions més properes
El següent diagrama mostra les poblacions més properes.